# Académie nationale virgilienne

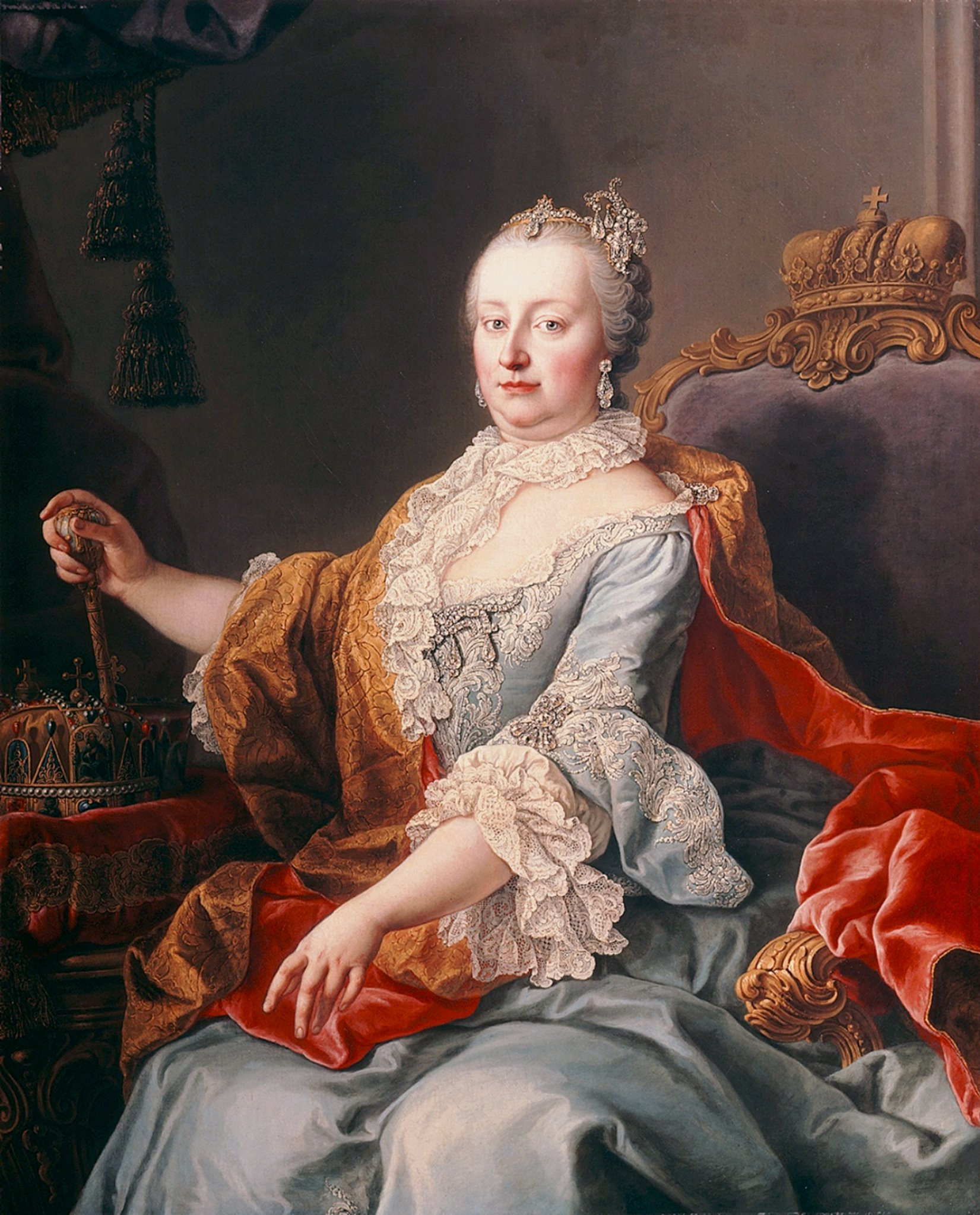
Marie Thérèse d'Autriche (1717-1780)

L'Accademia Nazionale Virgiliana di Scienze Lettere ed Arti (Académie nationale virgilienne de sciences lettres et arts) est une institution scientifique italienne.
Les principaux objectifs de l'Académie sont la production d'études originales dans tous les domaines du savoir, la promotion de la recherche scientifique, l'approfondissement de la connaissance de Virgile et de ses œuvres ainsi que de l'histoire de Mantoue et de son territoire, la coordination et la diffusion culturelle.
L'Académie nationale virgilienne a son siège au palais de l'Académie nationale virgilienne à Mantoue, en Italie.

## Histoire
L'Académie nationale virgilienne s'inscrit dans la longue tradition des associations littéraires et artistiques qui ont vu le jour à Mantoue à l'époque de la maison de Gonzague.
Au XVIIe siècle, l'Accademia degli Invitti (Académie des invincibles) était active à Mantoue et en 1648, elle a pris le nom d'Accademia dei Timidi (Académie des timides). Très active dans la vie de la ville, son activité était orientée vers les représentations théâtrales ainsi que les mémoires en prose et en vers, en latin et en italien.
Joseph II, co-dirigeant avec sa mère, l'impératrice Marie-Thérèse, informe le 20 juillet 1767 le comte Firmian, gouverneur de Lombardie, de son intention de réformer l'Académie des timides, en l'ouvrant aux études scientifiques. Il fut décidé que le choix de ses membres devrait être étendu à l'élite intellectuelle de toute la Lombardie autrichienne et que l'académie rénovée devrait être divisée en quatre sections : philosophie, mathématiques, physique expérimentale et beaux-arts.
L'acte officiel de création de l'Académie par Marie-Thérèse, impératrice d'Autriche, est daté du 4 mars 1768. Sous le nom de "Reale Accademia di Scienze e Belle Lettere" (Académie royale des sciences et des lettres), l'Académie est devenue, à l'époque des Habsbourg, une véritable institution universitaire, célèbre en Italie et à l'étranger. Elle fut fusionnée en 1775 avec l'Académie de peinture et de sculpture.
Les activités de l'Académie comprenaient des études et des recherches dans tous les domaines de la connaissance de l'époque. Elle a stimulé les études sur les problèmes les plus importants de l'époque, notamment sur l'hydraulique et les eaux publiques, sur les conditions d'hygiène et sur des sujets médico-chirurgicaux.
À la suite de la campagne d'Italie de Napoléon Bonaparte et du nouvel aménagement territorial de la ville de Mantoue qui s'ensuivit, un nouveau plan pour l'Académie fut décidé, qui allait changer de nom, prenant le titre d'Accademia Virgiliana (Académie Virgilienne) le 31 mai 1797.
Après le congrès de Vienne, des noms importants de savants renommés, tant nationaux qu'internationaux, ont été associés à l'Académie, dont Lazzaro Spallanzani, Cesare Beccaria, Alessandro Volta et Pietro Vincenzo Monti. L'empereur François-Joseph revitalisa l'Académie virgilienne et, par un décret impérial du 22 janvier 1865, lui ajouta l'adjectif « Regia » (royale).
L'activité de l'Académie n'a pas été modifiée par le plébiscite des Vénéties en 1866, qui a sanctionné l'annexion des provinces vénitiennes et de la province de Mantoue au royaume d'Italie. Avec le décret royal no 2376 du 16 octobre 1934, l'Académie royale virgilienne de Mantoue a reçu un nouveau statut. La proclamation de la République italienne n'a pas entravé le travail de l'Académie, qui a pris son nom actuel en 1981, à la suite du décret présidentiel no 371 du 2 mai 1981.

## Siège

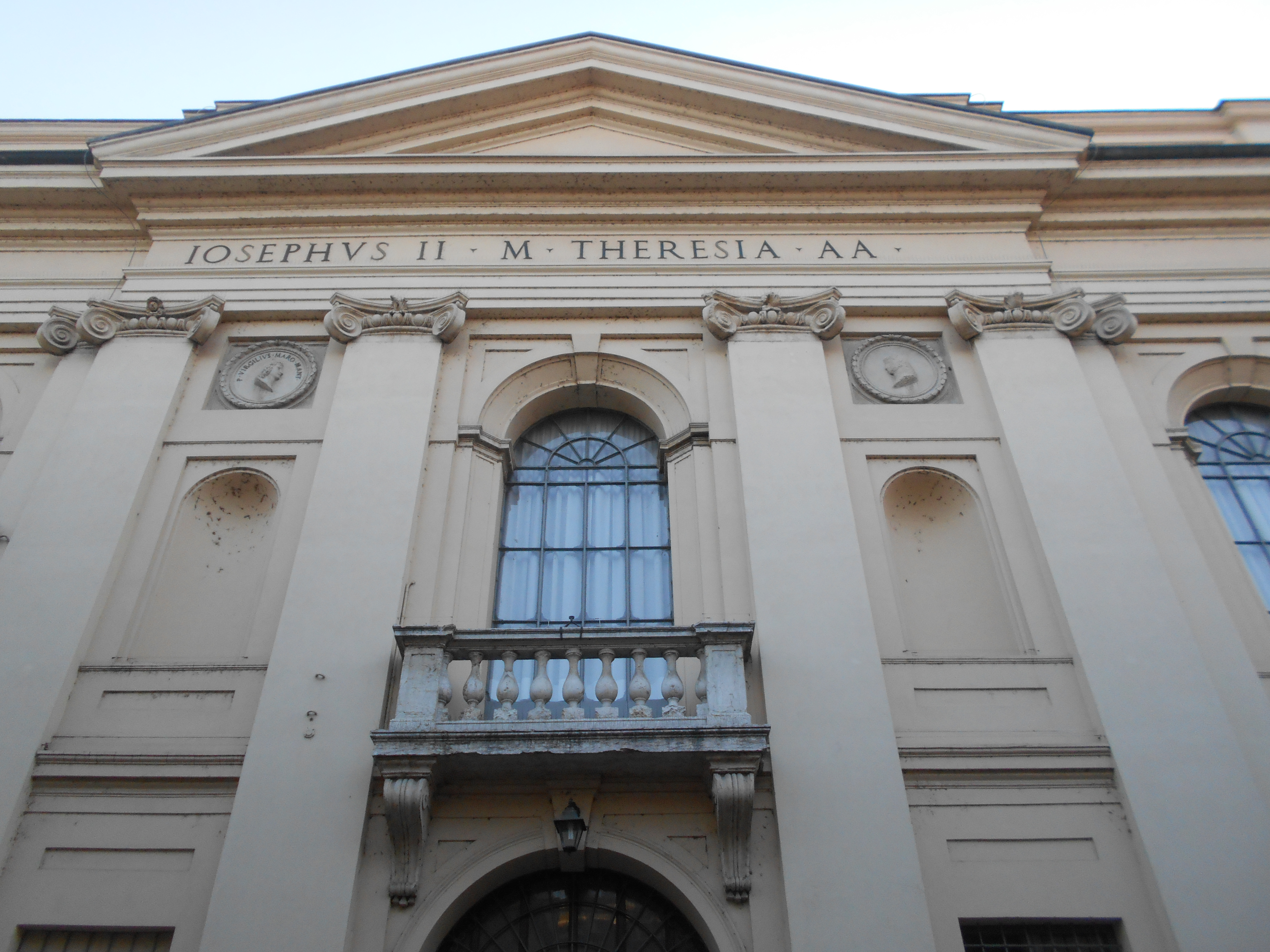
Mantoue, le palais de l'Académie nationale virgilienne

Le siège de l'Académie nationale virgilienne est le palais de l'Académie nationale virgilienne, construit sur la parcelle précédemment occupée par la résidence des Gonzague de Guastalla et les locaux de l'Académie des timides.
Dans le palais, conçu par Giuseppe Piermarini et Paolo Pozzo en style néoclassique, se trouve le Teatro Scientifico d'Antonio Galli da Bibbiena, avec un plan en forme de cloche et quatre étages de loges superposées, destiné aux événements solennels de l'Académie et inauguré en 1769. Wolfgang Amadeus Mozart y joue le 16 janvier 1770 à l'âge de treize ans.

## Organisation et activités
L'Académie nationale virgilienne est régie par le statut, approuvé par le décret n. 1151 du président de la République italienne le 19 décembre 1983 et intégré par le décret du ministre des Biens culturels et environnementaux du 24 avril 1996.

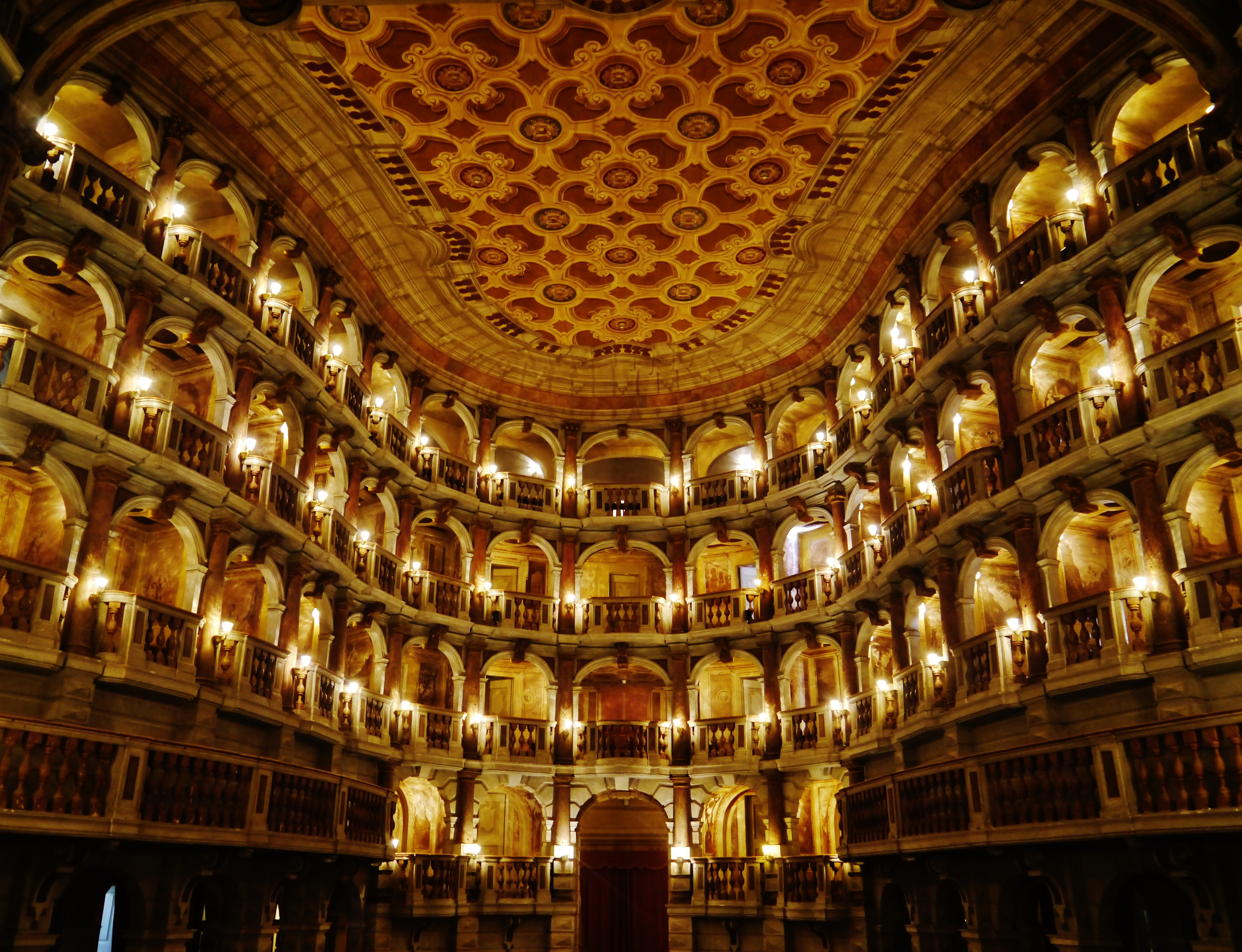
Mantoue, Teatro Scientifico

Le corps académique est composé d'académiciens ordinaires, d'académiciens honoraires, d'académiciens honoraires pro tempore, de membres correspondants, d'académiciens surnuméraires.
Les académiciens ordinaires et membres correspondants appartiennent à l'une des trois classes de l'Académie : la classe des lettres et arts, la classe des sciences morales et la classe des sciences mathématiques, physiques et naturelles. Pour chaque classe, il y a 30 académiciens ordinaires et 20 membres correspondants.
Depuis 1863, l'Académie publie les volumes des « Atti e Memorie » (Actes et mémoires) et mène une intense activité éditoriale.
L'Académie nationale virgilienne institue, tous les deux ans, le prix international Virgile, destiné à promouvoir les études sur la figure et l'œuvre du grand poète latin, divisé en deux sections : le prix Vergilius et le prix Mantoue (ce dernier étant réservé aux chercheurs qui n'ont pas dépassé, à la date de l'annonce, 40 ans).

## Bibliothèque, archives musicales, archives historiques
La bibliothèque de l'Académie contient actuellement une vaste collection de plus de 40 000 livres.
Les archives musicales comptent 426 partitions manuscrites du XVIIIe siècle. La collection comprend principalement des partitions de musiciens actifs au XVIIIe siècle, tels que Johann Christian Bach, Baldassarre Galuppi, Francesco Salieri. De nombreuses partitions mettent en musique des œuvres de Pietro Metastasio.
Les archives historiques de l'Académie nationale virgilienne remontent à l'époque de la fondation de l'Académie elle-même. Le matériel documentaire conservé reflète d'une part la sédimentation progressive de la documentation produite par les activités administratives et comptables de l'institut, et d'autre part la production scientifique et littéraire particulière, fruit de l'exercice culturel des académiciens.
Une section des archives historiques comprend les mémoires manuscrits (environ 550) de ceux qui ont participé, entre 1768 et 1796, aux concours annoncés par l'Académie pour les quatre classes de philosophie, mathématiques, physique et beaux-arts ; en outre, les mémoires mensuels lus par les académiciens lors des réunions périodiques et répartis en divers groupes de sujets : éducation, philosophie, histoire naturelle, hydraulique, arts et métiers, beaux-arts, histoire, beaux-arts et musique, archéologie, médecine et médecine vétérinaire, hygiène et chirurgie, agronomie, législation, critique, mathématiques.

## Présidents
- Carlo Ottavio di Colloredo (1768-1786)
- Giambattista Gherardo d'Arco (1786-1791)
- Girolamo Murari dalla Corte (1792-1798)
- Angelo Petrozzani (1798-1801)
- Girolamo Murari dalla Corte (1801-1832)
- Federico Cocastelli di Montiglio (1834-1847)
- Antonio Guidi di Bagno (1847-1865)
- Adelelmo Cocastelli di Montiglio (1865-1867)
- Giovanni Arrivabene (1867-1881)
- Giambattista Intra (1881-1907)
- Antonio Carlo dall'Acqua (1907-1928)
- Pietro Torelli (1929-1948)
- Eugenio Masè Dari (1948-1961)
- Vittore Colorni (1961-1972)
- Eros Benedini (1972-1991)
- Claudio Gallico (1991-2006)
- Giorgio Bernardi Perini (2006-2009)
- Giorgio Zamboni (2009-2011)
- Piero Gualtierotti (2011-2019)
- Roberto Navarrini (2019-…)

Le titre de préfet a été utilisé de 1767 à 1797 et de 1799 à 1934 ; le titre de président de 1797 à 1799 et de 1934 à nos jours.

## Liste d'académiciens éminents
- Cesare Beccaria
- Saverio Bettinelli
- Gino Fano
- Lorenzo Mascheroni
- Sextius Alexandre François de Miollis
- Antonio Paolucci
- Giuseppe Parini
- Carlo Rosmini
- Antonio Scarpa
- Lazzaro Spallanzani
- Pietro Verri
- Alessandro Volta[3]